# Politikåret 1823

## Händelser
- 18 maj - Centralamerikanska federationen bildas.[1]

### Fotnoter
1. ↑  ”Central America” (på engelska). World Statesmen. http://www.worldstatesmen.org/Guatemala.htm#Central-America. Läst 30 juli 2015.